# Edward Warburg
Edward E. Warburg (ur. 5 czerwca 1908, zm. we wrześniu 1992) – amerykański filantrop, muzealnik, kolekcjoner dzieł sztuki.
Podczas II wojny światowej służył w szeregach armii amerykańskiej w Normandii. Był wicedyrektorem Metropolitan Museum of Art.

## Odznaczenia i ordery
- Brązowa Gwiazda
- Krzyż Komandorski z Gwiazdą Orderu Odrodzenia Polski (11 listopada 1946, uchwałą Prezydium Krajowej Rady Narodowej za zasługi położone w odbudowie życia w Polsce, tak do wojny 1939 r, jak i w Polsce Odrodzonej, oraz za szeroką działalność charytatywną w dziedzinie odbudowy egzystencji ludności żydowskiej i pomoc żydowskim organizacjom społecznym)[1]